# Jupiter-C
Jupiter-C byla americká suborbitální testovací raketa, používaná v letech 1956-1957. Byla zkonstruována týmem Wernhera von Brauna v ABMA (Army Ballistic Missile Agency) na základě balistické rakety Redstone. V základní verzi startovala pouze třikrát, ale na jejím základě byla postavena raketa Juno I, která vynesla první americký satelit Explorer 1.

## Popis
Raketa byla třístupňová. První stupeň byl převzat z rakety Redstone a jeho nádrže byly prodlouženy o 2,4 metru. Byl vybaven jedním motorem Rocketdyne A-7, jež spaloval v té době novou směs tvořenou ze 60% asymetrickým dimethylhydrazinem a 40% diethylentriaminem, zvanou hydyn. Hydyn byl silně korozivní a toxický (stejně jako hydrazin), ale jeho výhodou bylo samovolné vzplanutí při kontaktu s kapalným kyslíkem, tudíž nebyly problémy se zážehem, jako v případě prvních raket Atlas. Další předností byla jeho čistota, ostatní paliva absorbovala vodu a další nečistoty ze vzduchu, ale hydyn pojal pouze malé množství oxidu uhličitého a kyslíku. Jeho cena byla dost vysoká, v cenách roku 1956 vycházel jeden kilogram na 0,8 dolaru, zatím co kilogram RP-1 (kerosenu) tehdy stál 0,05 dolaru.
Druhý a třetí stupeň byly tvořeny zmenšenými raketami na tuhé pohonné látky MGM-29 Sergeant, někdy bývají označovány Baby Sergeant. Rakety byly uloženy v kruhových objímkách a zvenčí byly kryty kuželovitým krytem. Druhý stupeň byl sestaven z jedenácti raket a třetí ze tří. Raketa postrádala jakýkoli naváděcí systém horních stupňů, proto bylo využito stabilizace rotací. K roztočení sloužil elektromotor uložený v prvním stupni, který roztáčel druhý a třetí stupeň, jež byly uloženy v kuličkových ložiscích. Rychlost rotace se pohybovala mezi 450-750 ot/min a byla předem naprogramovaná, systém tak nedokázal reagovat na aktuální vibrace nosiče. Roztáčení vyšších stupňů se odehrávalo ještě před startem. Řízení prvního stupně obstarával gyroskopický autopilot, který ovládal atmosférická směrová křidélka i křidélka na výstupu plynů z trysky. Jako startovací rampa byla použita jednoduchá ocelová deska. Po startu se raketa postupně navedla na dráhu se sklonem 40° k horizontále. V čase 155-157 sekund, po dohoření prvního stupně, byly odpáleny výbušné šrouby, které oddělily vyprázdněnou část prvního stupně s nádržemi a motorem, zatím co přístrojová sekce prvního stupně a vyšší stupně pokračovaly v letu. Pomocí čtyř křidélek u paty přístrojové sekce byl zbytek rakety naveden do horizontálního letu a po 250 sekundách byl radiovým signálem z pozemního střediska vydán pokyn k oddělení přístrojové sekce a zážehu druhého stupně. Třetí stupeň pak vynesl náklad na vrchol dráhy (apogeum).

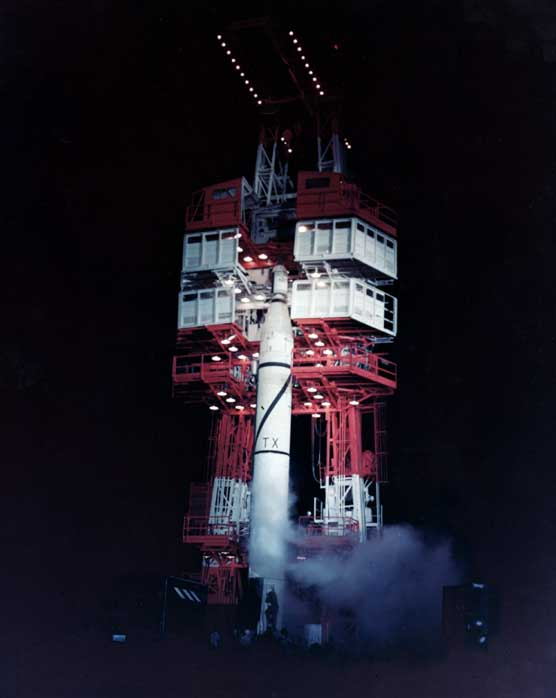
Jupiter-C připraven k testu vrchního krytu pro vstup do atmosféry

## Účel
Jupiter-C sloužil jako experimentální nosná suborbitální raketa pro testy ablativního chlazení bojových hlavic raket při návratu do atmosféry v sestupné fázi letu. Původní koncepce byla vyvinuta von Braunem pro zrušený projekt Orbiter, který byl zvažován společně s námořním Vanguardem a Atlasem letectva jako nosič prvního amerického satelitu. Po úspěchu sovětského Sputniku 1, byl Jupiter-C prodloužen o třetí stupeň a přejmenován na Juno I, která úspěšně dopravila satelit Explorer 1 na oběžnou dráhu.

### Přehled letů
- 20. září 1956 – Nefunkční 4. stupeň a maketa satelitu, hmotnost ~14 kg, apogeum 1100 km, rychlost při návratu 7 km/s
- 15. květen 1957 – Test ablativně chlazené makety bojové hlavice, apogeum 560 km
- 8. srpen 1957 – Test ablativně chlazené makety bojové hlavice, apogeum 460 km